# Aktionskunst

Hermann Nitsch, ein Pionier der Aktionskunst und des Wiener Aktionismus

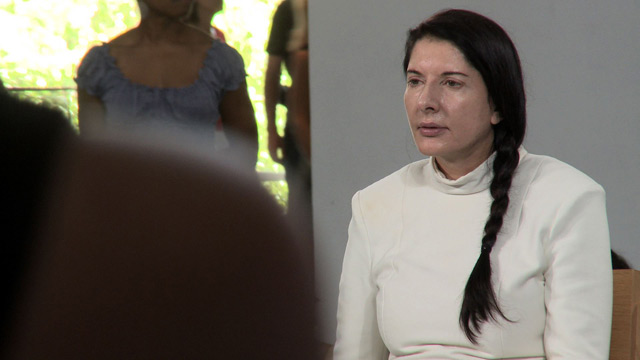
Marina Abramović während der Performance „The Artist Is Present“ im Museum of Modern Art

Aktionskunst (engl. performance art) ist ein Oberbegriff für eine Reihe von Strömungen der Kunst des 20. Jahrhunderts, die die klassischen Formen der bildenden Kunst (Plastik, Malerei) überschritten und um andere mediale und performative Ausdrucksformen wie Happenings erweiterten. Damit stellte sie sich in einen Widerspruch zu dem oft als zu konventionell und eng empfundenen Begriff von Kunst und Kunstbetrieb.
Neben bekannten künstlerischen Ausdrucksformen nutzt die Aktionskunst teilweise die Provokation und die absurde oder satirische Darstellung. Oft werden auch moralische oder politische Fragen aufgeworfen.
Die künstlerische Aktion als wesentliches Stilmittel wird heute oft mit dem englischen Begriff Performance beschrieben.
Mit Wurzeln im Dadaismus überschneidet sich die Aktionskunst konzeptionell mit der Prozesskunst, der Body-Art und weist auch Verwandtschaften zum experimentellen Theater auf.

## Ausdrucksformen
In der Aktionskunst kommen sowohl klassische Arbeitsweisen der bildenden Kunst zum Einsatz wie Malerei und Bildhauerei, als auch neuere Medien wie Fotografie, Film, Video. Mit der Aktionskunst vollzieht eine Wende zu mehr und mehr prozesshaften Formen künstlerischer Praxis. In den 1960er Jahren entstanden der Wiener Aktionismus sowie die Fluxus-Bewegung (lat. flux/fluere = fließend, vergänglich), die sich als fließender Übergang zwischen Kunst und Leben verstand.
In der Aktionskunst ist nicht selten der Künstler selber Bestandteil des Werkes und sein Körper künstlerisches Medium (z. B. Wolfgang Flatz). Während für ein klassisches Kunstverständnis die Trennung von Subjekt und Objekt Voraussetzung ist, indem der Künstler ein von ihm ablösbares Artefakt schafft, geht es in der Aktionskunst um Handlungen, in die die Künstler unmittelbar involviert sind. Durch extreme wie z. B. selbstverletzende Handlungen werden beim Zuschauer unmittelbar affektive und emotionale Reaktionen ausgelöst (z. B. Marina Abramović, Zhang Huan, Lilly McElroy).

## Entwicklung

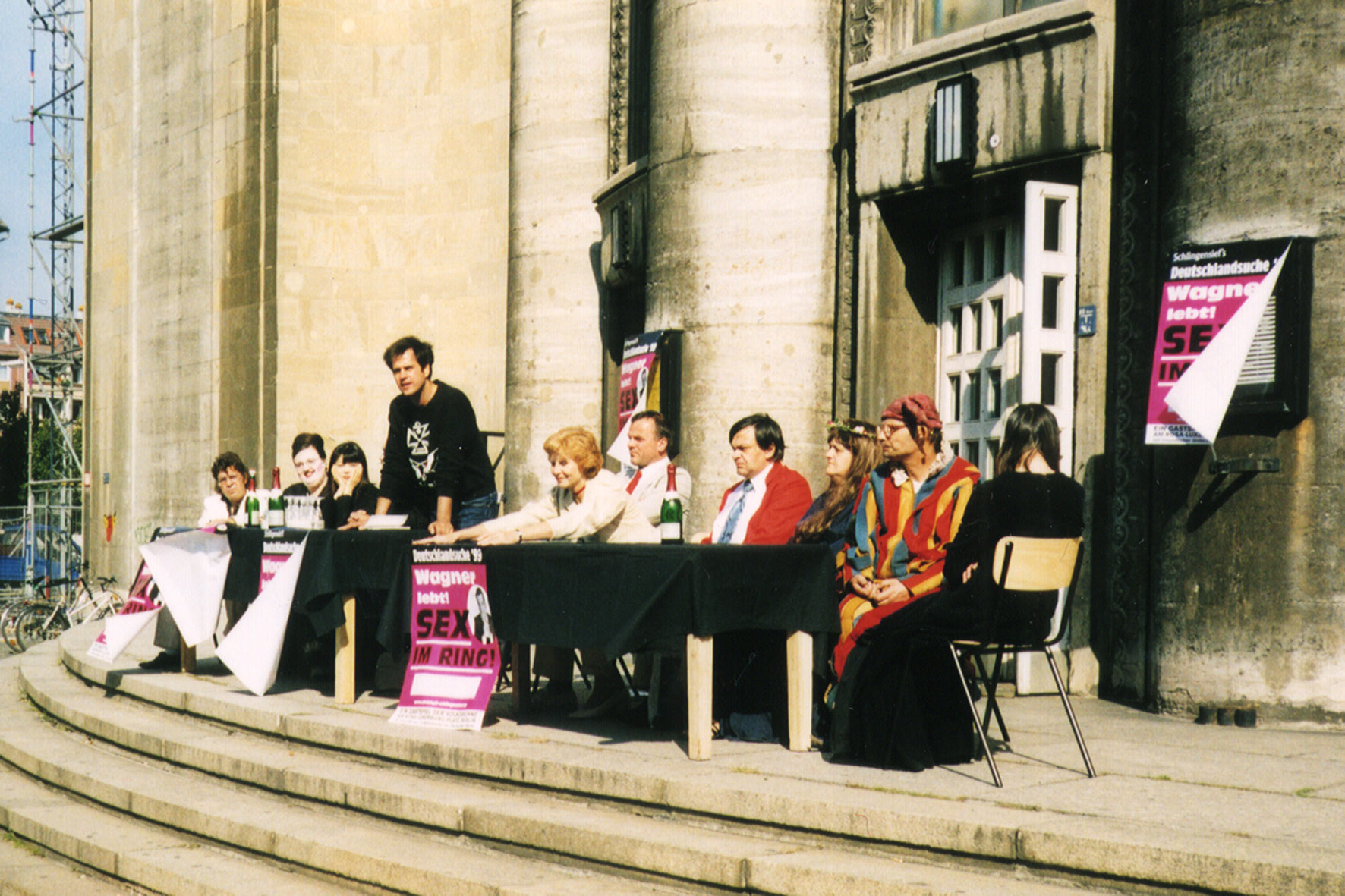
Christoph Schlingensief am 17. September 1999 im Rahmen seiner Deutschlandsuche 99 an der Volksbühne in Berlin

In den 1960er Jahren entwickelte sich die Aktionskunst als eine Schnittmenge von Kunst und Politik, in der das Happening sowohl ein Kunstwerk als auch politische Manifestation sein konnte (wie die Austreibung der Dämonen aus dem Pentagon 1967, angeführt von Allen Ginsberg). Bekannte Vertreter der Aktionskunst sind Joseph Beuys, Nam June Paik, Asger Jorn, Wolf Vostell und HA Schult, die den Begriff der Gestaltung nicht auf Bilder begrenzten, sondern als umfassenden Eingriff in die soziale Wirklichkeit der Welt ansahen. Beispiele dafür sind die kreativen Performances der Yippies, Spontis oder die Aktionen der Kommunikationsguerilla, wie etwa die „Überfälle“ der Gruppe Die Überflüssigen 2005. Für die Klasse F+F ab 1965 und die daraus entstehende F+F Schule für experimentelle Gestaltung in Zürich ab 1971 war die Aktionskunst ein zentraler Bereich, Aktionen mit Doris Stauffer, Mike Hentz, Hansjörg Mattmüller und Gästen wie Hermann Nitsch und Marina Abramović prägten den Unterricht bis in die 1980er-Jahre.
Als Friedensreich Hundertwasser 1959 Gastdozent an der Hochschule für Bildende Künste in Hamburg war, zog er zusammen mit Herbert Schuldt, Bazon Brock und anderen eine zehn Kilometer lange Endlose Linie, die sich über Wände und Türen eines Hochschulraumes erstreckte, was damals einen Skandal auslöste. Als Aktionskünstler erregte Schuldt 1960 Aufsehen mit der von ihm initiierten Internationalen Ausstellung von Nichts, die in einer verfallenen Villa im Hamburger Stadtteil Lokstedt stattfand und bei der lediglich leere Bilderrahmen, unbemalte Leinwände, leer laufende Filmspulen und Lehmklumpen zu sehen waren. Einziger Akteur war Natias Neutert, der rein pantomimisch von einem nicht vorhandenen Stuhl „Besitz“ ergriff.
Oft findet Aktionskunst im öffentlichen Raum statt und provoziert dabei bewusst mediale oder polizeiliche Reaktionen wie zum Beispiel 1968 bei der Mixed Media Show im Kunsthaus Hamburg, bei der dem Publikum unter anderem Mund-zu-Mund-Beatmung, Entblößen, Haschisch versprochen worden war, so dass die Polizei die Veranstaltung wegen Überfüllung und Einsturzgefahr des Gebäudes schließen musste. Mit dem Prinzip der Provokation spielt auch Ein sehr kurzes Stück für Bankdirektoren von Till Nikolaus von Heiseler und Michaela Caspar. Hier zeigt sich denn auch die strukturelle Verwandtschaft zum Unsichtbaren Theater von Augusto Boal.
In Frankfurt agierte der Schriftsteller Hans Imhoff seit 1967 als Aktionskünstler, der die von der westdeutschen Studentenbewegung benutzten Medien wie Flugblätter und Manifeste für seine künstlerischen Ziele umfunktionierte.

## Politische Kunst
In jüngerer Zeit stand Christoph Schlingensief in der Tradition der Aktionskunst mit stark polarisierenden Auftritten wie z. B. als Wahlkämpfer einer eigens gegründeten Partei Chance 2000 im Bundestagswahlkampf 1998, als Hohepriester der Church of Fear (2005), mit den Aktionen Tötet Helmut Kohl (2000) und Tötet Möllemann (2002) oder der Aktion Bitte liebt Österreich, eine Persiflage auf das Fernsehformat Big Brother. Bei der Aktion Bitte liebt Österreich stand ein Container vor der Wiener Staatsoper, in dem angeblich Asylbewerber saßen, über deren Ausweisung via Internet abgestimmt werden sollte (2000).
In seiner Aktion „abgefertigt“ am Brandenburger Tor in Berlin (2007) greift Kurt Fleckenstein ebenfalls das Thema Asyl auf: 100 Jugendliche sitzen mit verbundenen Händen in so genannten Migrantentaschen und symbolisieren in symmetrischer Anordnung die Hilflosigkeit von Asylbewerbern bei der „Abfertigung“ für die Abschiebung.
Zuletzt erregte das Zentrum für politische Schönheit Aufmerksamkeit mit Aktionen wie einem Schuhberg (2010) für die Opfer von Srebrenica oder der 25.000 Euro Belohnung-Aktion (2012) für Hinweise, die die Eigentümer des Panzerkonzerns Krauss-Maffei Wegmann in Haft bringen sollten. Zum 25. Jahrestag des Mauerfalls rief das Künstlerkollektiv zum „Ersten Europäischen Mauerfall“ auf und brachte die Installation Weiße Kreuze über die EU-Außengrenzen zu „aktuellen Mauertoten“. Im Sommer 2015 beerdigte das Zentrum für Politische Schönheit zwei Menschen, die zuvor im Mittelmeer ertrunken waren. 2016 errichtete das Künstlerkollektiv eine römische Arena mitten in Berlin und suchte nach Flüchtlingen, die bereit waren, sich im Widerstand gegen das Beförderungsverbot für Flüchtlinge von Tigern fressen zu lassen.
Das Peng Collective infiltrierte eine Veranstaltung des Ölkonzerns Shell in Berlin und inszenierte dort eine Ölfontäne auf der Bühne (2013) oder stellte als vermeintliche Google-Mitarbeiter neue Überwachungsprodukte vor dem netzpolitischen Fachpublikum der Re:publica vor (2014).